# CMTミュージック・アワード
CMTミュージック・アワード（CMT Music Awards）は、カントリー・ミュージックのミュージック・ビデオおよびテレビ演奏の、ファン投票による賞および授賞式。毎年アメリカ合衆国テネシー州ナッシュビルで開催され、CMTで生中継される。投票はCMTのウエブサイトであるCMT.comで行なわれる。

## 歴史
1967年より、現在廃刊となっている『ミュージック・シティ・ニューズ』誌によるミュージック・シティ・ニューズ・アワード (Music City News Awards ) が年に一度授賞された。1988年より、この年のザ・ナッシュビル・ネットワーク(TNN)の5周年を記念して、ファンの投票によるヴュウワー・チョイス・アワード (Viewers' Choice Awards ) が授賞された。1990年、これらの2つの賞が合併しTNN/ミュージック・シティ・ニューズ・アワード (TNN/Music City News Country Awards )となった。
1999年、TNNがミュージック・シティ・ニューズと結んだ契約が満了し、その直後ミュージック・シティ・ニューズは出版を中止。2000年、『カントリー・ウィークリー』誌がこの授賞式の提供スポンサーとなり、カントリー・ウィークリー・プレゼンツ・ザ・TNN・ミュージック・アワード (Country Weekly presents the TNN Music Awards )となった。2001年、TNNがカントリー・ミュージックへの関わりを徐々に減らしていくことになり、姉妹局のCMTにシフトすることとなった。2001年の授賞式はTNN/CMTカントリー・ウィークリー・ミュージック・アワード(TNN/CMT Country Weekly Music Awards )として両局で放送された。恒久的にCMTに移動するとカントリー・ウィークリーはこの企画から脱却。この頃視聴者は伝統的な賞であるエンターテイメント・オブ・ザ・イヤー(最高賞)、最優秀男性/女性アーティスト賞、最優秀楽曲賞のノミネート者または作品に電話または郵送で投票していた。全ての賞がファン投票であるということ以外、ほとんどの賞がCMAアワードやACMアワードと重なっていた。
2002年、当時の局のコンセプトからCMTフレイムワーシー・ビデオ・ミュージック・アワード(CMT Flameworthy Video Music Awards )と名付け、授賞式を一新した。姉妹局であるMTVのMTV Video Music Awardsに倣い、授賞そのものよりショーの要素が強まった。この過程において、伝統的な賞ではなく、カントリー・ミュージックのミュージック・ビデオに特化したものとなった。『フレイムワーシー(Flameworthy )』という造語は番組開発副部長Kaye Zusmann により作られた。
伝統的な賞にとらわれず、ファニー賞、セクシー賞、愛国賞などが作られたが、数年のうちに徐々になくなっていった。アリソン・クラウスやアール・スクラグスなどブルーグラスの演奏者を登場させるなどCMAアワードやACMアワードと違う独自の路線を見出した。
2003年、授賞式は4月に移動したが、2009年よりCMAミュージック・フェスティバルの前夜祭とし、ファン・フェアの一部として6月に戻し、ナッシュビルへの集客が見込める他、多くのアーティストにとってスケジュール上都合の良いものとなった。
2005年、CMTミュージック・アワード(CMT Music Awards )と名を変えたが、授賞式そのものは前年と同様となった。
2009年から2012年までJohn Bohlinger がバンド・リーダーとなり生演奏で行なわれた。

## 主要な賞の受賞者
| 年   | Video of the Year (最高賞)                                               | Male Video of the Year                                                   | Female Video of the Year                               |
| ---- | ------------------------------------------------------------------------ | ------------------------------------------------------------------------ | ------------------------------------------------------ |
| 2013 | キャリー・アンダーウッド – Blown Away                                    | ブレイク・シェルトン – Sure Be Cool If You Did                           | ミランダ・ランバート – Mama's Broken Heart             |
| 2012 | キャリー・アンダーウッド – Good Girl                                     | ルーク・ブライアン – I Don't Want This Night to End                      | ミランダ・ランバート – Over You                        |
| 2011 | テイラー・スウィフト – Mine                                              | ブレイク・シェルトン – Who Are You When I'm Not Looking                  | ミランダ・ランバート – The House That Built Me         |
| 2010 | キャリー・アンダーウッド – Cowboy Casanova                               | キース・アーバン – 'Til Summer Comes Around                              | ミランダ・ランバート – White Liar                      |
| 2009 | テイラー・スウィフト – Love Story                                        | ブラッド・ペイズリー – Waitin' on a Woman                                | テイラー・スウィフト – Love Story                      |
| 2008 | テイラー・スウィフト – Our Song                                          | トレイス・アドキンス – I Got My Game On                                  | テイラー・スウィフト – Our Song                        |
| 2007 | キャリー・アンダーウッド – Before He Cheats                              | ケニー・チェズニー – You Save Me                                         | キャリー・アンダーウッド – Before He Cheats            |
| 2006 | キース・アーバン – Better Life                                           | ケニー・チェズニー – Who You'd Be Today                                  | キャリー・アンダーウッド – Jesus, Take the Wheel       |
| 2005 | キース・アーバン – Days Go By                                            | ケニー・チェズニー – I Go Back                                           | グレッチェン・ウィルソン – When I Think About Cheatin' |
| 2004 | トビー・キース – American Soldier                                        | ケニー・チェズニー – There Goes My Life                                  | シャナイア・トゥエイン – Forever and for Always        |
| 2003 | トビー・キース – Courtesy of the Red, White, & Blue (The Angry American) | トビー・キース – Courtesy of the Red, White, & Blue (The Angry American) | マルティナ・マクブライド – Concrete Angel              |
| 2002 | ケニー・チェズニー – Young                                               | ケニー・チェズニー – Young                                               | マルティナ・マクブライド – Blessed                     |

## 廃止された主な賞
TNN、ミュージック・シティ・ニューズ、カントリー・ウィークリー時代の伝統的な賞は2001年にCMTに移行してからは廃止され、ミュージック・ビデオに特化した賞に置き換えられた。
Love Your Country Video (2002年)、LOL (Laugh Out Loud) Video (2002年)、Fashion Plate Video (2002年)、Special Achievement (2003年)、Cocky Video (2003年)、Cameo of the Year (2004年)、Comedy Video (2008年)、Tearjerker Video (2008年)、Supporting Character of the Year (2008年)は1年で、The Most Inspiring Video Award (2004年～2005年)は2年で廃止された。
2004年、革新的で先見的なミュージック・ビデオに授与されるジョニー・キャッシュ・ヴィジョナリー・アワードが開始された(2002年のビデオ・ヴィジョナリーに類似)。最初の受賞者はリーバ・マッキンタイアであった。2007年廃止。
2006年までHottest Video of the Year が授与された(2003年のみ男女別に授与された)。ミュージック・ビデオの中でアーティスト本人または役者が特にセクシーであった場合に授与された。
2007年、Wide Open Country Video Award (この賞よりCMTピュア・カントリーの番組に『Wide Open Country 』と名付けられた)が、カントリー・ラジオ局で特に流された曲に授与された。最初の受賞者はジャック・イングラムの『Love You 』であった。2009年廃止。
2009年、CMTでの演奏に授与されるCMT Performance of the Year 、新人賞に値するNationwide Is On Your Side awards が開始。Nationwide Is On Your Side awards はコマーシャル放映中に授与されたためテレビには映らなかった。

## 記録

### 全体
CMTミュージック・アワード史上最も受賞数が多いのは10部門受賞したキャリー・アンダーウッドである。

### 部門別

#### Video of the Year(最高賞)
4回受賞したキャリー・アンダーウッドが最多受賞。

#### Male Video of the Year
5回受賞したケニー・チェズニーが最多受賞。

#### Female Video of the Year
4回受賞したミランダ・ランバートが最多受賞。

## 受賞歴

### 2013年
2013年6月5日、『2013年、CMTミュージック・アワード』がブリヂストン・アリーナで行なわれた。司会はクリスティン・ベルとジェイソン・アルディーン。
| Video of the Year:                       | キャリー・アンダーウッド – Blown Away                                                         |
| Duo Video of the Year:                   | フロリダ・ジョージア・ライン – Cruise                                                         |
| Group Video of the Year:                 | レディ・アンテベラム – Downtown                                                               |
| Male Video of the Year:                  | ブレイク・シェルトン – Sure Be Cool If You Did                                                |
| Female Video of the Year:                | ミランダ・ランバート – Mama's Broken Heart                                                    |
| Collaborative Video of the Year:         | ジェイソン・アルディーン with ルーク・ブライアン and エリック・チャーチ – The Only Way I Know |
| CMT Performance of the Year:             | ミランダ・ランバート – Over You from CMT Artists of the Year                                  |
| Breakthrough Video of the Year:          | フロリダ・ジョージア・ライン – Cruise                                                         |
| Nationwide Insurance On Your Side Award: | ハンター・ヘイズ                                                                              |

### 2012年
2012年6月6日、『2012年、CMTミュージック・アワード』がブリヂストン・アリーナで行なわれた。司会はトビー・キースとクリステン・ベル。
| Video of the Year:                          | キャリー・アンダーウッド – Good Girl                                         |
| Duo Video of the Year:                      | トンプソン・スクエア – I Got You                                             |
| Group Video of the Year:                    | レディ・アンテベラム – We Owned the Night                                    |
| Male Video of the Year:                     | ルーク・ブライアン – I Don't Want This Night to End                          |
| Female Video of the Year:                   | ミランダ・ランバート – Over You                                              |
| Collaborative Video of the Year:            | ブラッド・ペイズリー with キャリー・アンダーウッド – Remind Me               |
| CMT Performance of the Year:                | ジェイソン・アルディーン – Tattoos on This Town from CMT Artists of the Year |
| USA Weekend Breakthrough Video of the Year: | スコッティ・マクリリー – The Trouble with Girls                              |

### 2011年
2011年6月8日、『2011年、CMTミュージック・アワード』がブリヂストン・アリーナで行なわれた。司会は前年に引き続きキッド・ロック。シェリル・クロウと共に『Collide 』を演奏した。
| Video of the Year:                          | テイラー・スウィフト – Mine                                                                     |
| Duo Video of the Year:                      | シュガーランド – Stuck Like Glue                                                                |
| Group Video of the Year:                    | レディ・アンテベラム – Hello World                                                              |
| Male Video of the Year:                     | ブレイク・シェルトン – Who Are You When I'm Not Looking                                         |
| Female Video of the Year:                   | ミランダ・ランバート – The House That Built Me                                                  |
| Collaborative Video of the Year:            | ジャスティン・ビーバー featuring ラスカル・フラッツ – That Should Be Me                         |
| CMT Performance of the Year:                | ジミー・バフェット featuring ザック・ブラウン・バンド – Margaritaville from 『CMT Crossroads 』 |
| USA Weekend Breakthrough Video of the Year: | ザ・バンド・ペリー – If I Die Young                                                             |
| Web Video of the Year:                      | ブレイク・シェルトン – Kiss My Country Ass                                                      |
| Video Director of the Year:                 | Trey Fanjoy                                                                                     |
| Nationwide is On Your Side Award:           | ザ・バンド・ペリー                                                                              |

### 2010年
2010年6月9日、『2010年 CMTミュージック・アワード』がブリヂストン・アリーナで行なわれた。司会はキッド・ロック。この年からトロフィのデザインが変更された。
| Video of the Year:                          | キャリー・アンダーウッド – Cowboy Casanova                              |
| Duo Video of the Year:                      | ブルックス・アンド・ダン – Indian Summer                                |
| Group Video of the Year:                    | レディ・アンテベラム – Need You Now                                     |
| Male Video of the Year:                     | キース・アーバン – 'Til Summer Comes Around                             |
| Female Video of the Year:                   | ミランダ・ランバート – White Liar                                       |
| Collaborative Video of the Year:            | ブレイク・シェルトン featuring トレイス・アドキンス – Hillbilly Bone    |
| CMT Performance of the Year:                | キャリー・アンダーウッド – Temporary Home from 『CMT Invitation Only 』 |
| USA Weekend Breakthrough Video of the Year: | ルーク・ブライアン – Do I                                               |
| Video Director of the Year:                 | Shaun Silva                                                             |
| Nationwide is On Your Side Award:           | クリス・ヤング                                                          |

### 2009年
2009年6月16日、『2009年 CMTミュージック・アワード』がソメイ・センター(現ブリヂストン・アリーナ)で行なわれた。司会はBill Engvall。
| Video of the Year:                          | テイラー・スウィフト – Love Story                                                                                |
| Duo Video of the Year:                      | シュガーランド – All I Want to Do                                                                                |
| Male Video of the Year:                     | ブラッド・ペイズリー – Waitin' on a Woman                                                                        |
| Wide Open Country Video of the Year:        | キッド・ロック – All Summer Long                                                                                 |
| Collaborative Video of the Year:            | ブラッド・ペイズリー featuring キース・アーバン – Start a Band                                                   |
| Female Video of the Year:                   | テイラー・スウィフト – Love Story                                                                                |
| Performance of the Year:                    | アラン・ジャクソン featuring ジョージ・ストレイト, ブラッド・ペイズリー and ディエクス・ベントリー – Country Boy |
| Video Director of the Year:                 | Trey Fanjoy |
| USA Weekend Breakthrough Video of the Year: | ザック・ブラウン・バンド – Chicken Fried                                                                         |
| Group Video of the Year:                    | ラスカル・フラッツ – Every Day                                                                                   |

### 2008年
2008年4月14日、『2008年 CMTミュージック・アワードがベルモント大学のカーブ・イヴェント・センターで行なわれた。司会はビリー・レイ・サイラスとマイリー・サイラス。2人は『Ready, Set, Don't Go 』を演奏。
| Video of the Year:                          | テイラー・スウィフト – Our Song                                              |
| Duo Video of the Year:                      | シュガーランド – Stay                                                        |
| Male Video of the Year:                     | トレイス・アドキンス – I Got My Game On                                      |
| Wide Open Country Video of the Year:        | アリソン・クラウス and ロバート・プラント – Gone, Gone, Gone (Done Moved On) |
| Collaborative Video of the Year:            | ボン・ジョヴィ featuring リアン・ライムス – Till We Ain't Strangers Anymore  |
| Female Video of the Year:                   | テイラー・スウィフト – Our Song                                              |
| Performance of the Year:                    | ケリー・ピックラー – I Wonder at CMAアワード (ABC)                           |
| Comedy Video of the Year:                   | ブラッド・ペイズリー – Online                                                |
| Tearjerker Video of the Year:               | ケリー・ピックラー – I Wonder                                                |
| Supporting Character of the Year:           | ロドニー・カリントン – I Got My Game On                                      |
| Video Director of the Year:                 | マイケル・サロモン                                                           |
| USA Weekend Breakthrough Video of the Year: | ケリー・ピックラー – I Wonder                                                |
| Group Video of the Year:                    | ラスカル・フラッツ – Take Me There                                           |

### 2007年
2007年4月16日、『2007年 CMTミュージック・アワード』がベルモント大学のカーブ・イヴェントセンターで行なわれた。司会はジェフ・フォックスワーシー。
| Video of the Year:                   | キャリー・アンダーウッド – Before He Cheats                     |
| Group Video of the Year:             | ラスカル・フラッツ – What Hurts the Most                        |
| Male Video of the Year:              | ケニー・チェズニー – You Save Me                                |
| Wide Open Country Video of the Year: | ジャック・イングラム – Love You                                 |
| Johnny Cash Visionary Award:         | クリス・クリストファーソン                                      |
| Female Video of the Year:            | キャリー・アンダーウッド – Before He Cheats                     |
| Video Director of the Year:          | ロマン・ホワイト – キャリー・アンダーウッド – Before He Cheats' |
| Duo Video of the Year:               | シュガーランド – Want To                                        |
| Breakthrough Video of the Year:      | テイラー・スウィフト – Tim McGraw                               |

### 2006年
2006年4月10日、『2006年 CMTミュージック・アワード』がベルモント大学のカーブ・イヴェント・センターで行なわれた。司会はジェフ・フォックスワーシー。
| Video of the Year:                | キース・アーバン – Better Life                                                                  |
| Most Inspiring Video of the Year: | ブラッド・ペイズリー Featuring ドリー・パートン – When I Get Where I'm Going                    |
| Male Video of the Year:           | ケニー・チェズニー – Who You'd Be Today                                                         |
| Female Video of the Year:         | キャリー・アンダーウッド – Jesus, Take the Wheel                                                |
| Johnny Cash Visionary Award:      | ハンク・ウィリアムス・ジュニア                                                                  |
| Group/Duo Video of the Year:      | ラスカル・フラッツ – Skin (Sarabeth)                                                            |
| Video Director of the Year:       | ソフィー・ミュラー – 'フェイス・ヒル Featuring ティム・マクグロウ – Like We Never Loved at All' |
| Collaborative Video of the Year:  | ボン・ジョヴィ Featuring ジェニファー・ネトルズ – Who Says You Can't Go Home                    |
| Hottest Video of the Year:        | ビリー・カリントン – Must Be Doin' Somethin' Right                                              |
| Breakthrough Video of the Year:   | キャリー・アンダーウッド – Jesus, Take the Wheel                                                |

### 2005年
2005年4月11日、『2005年 CMTミュージック・アワード』がゲイロード・エンターテイメント・センター(現ブリヂストン・アリーナ)で行なわれた。司会はジェフ・フォックスワーシー。
| Video of the Year:                | キース・アーバン – Days Go By                                                                  |
| Male Video of the Year:           | ケニー・チェズニー – I Go Back                                                                 |
| Johnny Cash Visionary Award:      | ロレッタ・リン                                                                                 |
| Group/Duo Video of the Year:      | ラスカル・フラッツ – Feels Like Today                                                          |
| Female Video of the Year:         | グレッチェン・ウイルソン – When I Think About Cheatin'                                         |
| Video Director of the Year:       | en:リック・シュローダー – ブラッド・ペイズリー Featuring アリソン・クラウス – Whiskey Lullaby' |
| Collaborative Video of the Year:  | ブラッド・ペイズリー Featuring アリソン・クラウス – Whiskey Lullaby                            |
| Hottest Video of the Year:        | トビー・キース – en:Whiskey Girl                                                               |
| Most Inspiring Video of the Year: | ティム・マクグロウ – Live Like You Were Dying                                                  |
| Breakthrough Video of the Year:   | グレッチェン・ウイルソン – Redneck Woman                                                       |

### 2004年
2004年4月21日、『2004年 CMTフレイムワーシー・ビデオ・ミュージック・アワード』がゲイロード・エンターテイメント・センター(現ブリヂストン・アリーナ)で行なわれた。司会はドリー・パートン。
| Video of the Year:               | トビー・キース – American Soldier |
| Male Video of the Year:          | ケニー・チェズニー – There Goes My Life |
| Johnny Cash Visionary Award:     | リーバ・マッキンタイア |
| Group/Duo Video of the Year:     | ラスカル・フラッツ – I Melt |
| Female Video of the Year:        | シャナイア・トゥエイン – Forever and for Always |
| Video Director of the Year:      | マイケル・サロモン – 'トビー・キース and ウィリー・ネルソン – Beer for My Horses'                                                                                 |
| Collaborative Video of the Year: | トビー・キース and ウィリー・ネルソン – Beer for My Horses |
| Hottest Video of the Year:       | ケニー・チェズニー – No Shoes, No Shirt, No Problems |
| Cameo of the Year:               | Celebrity 出演者 – ジェイソン・アレクサンダー, ジェームズ・ベルーシ, リトル・ジミー・ディケンズ, トリスタ・サッター, ウィリアム・シャトナー, ブラッド・ペイズリー |
| Breakthrough Video of the Year:  | ディエクス・ベントリー – What Was I Thinkin' |

### 2003年
2003年4月7日、『2003年 CMTフレイムワーシー・ビデオ・ミュージック・アワード』がゲイロード・エンターテイメント・センター(現ブリヂストン・アリーナ)で行なわれた。司会はトビー・キースとパメラ・アンダーソン。
| Video of the Year:                | トビー・キース – Courtesy of the Red, White and Blue (The Angry American) |
| Male Video of the Year:           | トビー・キース – Courtesy of the Red, White and Blue (The Angry American) |
| Special Achievement Award:        | ジョニー・キャッシュ                                                      |
| Group/Duo Video of the Year:      | ラスカル・フラッツ – These Days                                           |
| Female Video of the Year:         | マルティナ・マクブライド – Concrete Angel                                 |
| Video Director of the Year:       | Deaton Flanigen – 'マルティナ・マクブライド – Concrete Angel'             |
| Cocky Video of the Year:          | トビー・キース – Courtesy of the Red, White and Blue (The Angry American) |
| Concept Video of the Year:        | シャナイア・トゥエイン – I'm Gonna Getcha Good!                           |
| Fashion Plate Video of the Year:  | ティム・マクグロウ – She's My Kind of Rain                                |
| Hottest Female Video of the Year: | フェイス・ヒル – When the Lights Go Down                                  |
| Hottest Male Video of the Year:   | ティム・マクグロウ – She's My Kind of Rain                                |
| Breakthrough Video of the Year:   | ジョー・ニコルズ – Brokenheartsville                                      |

### 2002年
2002年6月12日、『2002年 CMTフレイムワーシー・ビデオ・ミュージック・アワード』がゲイロード・エンターテイメント・センター(現ブリヂストン・アリーナ)で行なわれた。司会はキャシー・ナジミー。
| Video Visionary Award:                    | ディキシー・チックス                                                        |
| Video of the Year:                        | ケニー・チェズニー – Young                                                  |
| Male Video of the Year:                   | ケニー・チェズニー – Young                                                  |
| Female Video of the Year:                 | マルティナ・マクブライド – Blessed                                          |
| Group / Duo Video of the Year:            | ブルックス・アンド・ダン – Only in America                                  |
| Concept Video of the Year:                | ブラッド・ペイズリー – I'm Gonna Miss Her (The Fishin' Song)                |
| Breakthrough Video of the Year:           | クリス・ケイグル – I Breathe In, I Breathe Out                              |
| Hottest Video of the Year:                | ティム・マクグロウ – The Cowboy in Me                                       |
| Fashion Plate Video of the Year:          | チェリー・ライト – Jezebel                                                  |
| "LOL" (Laugh Out Loud) Video of the Year: | トビー・キース – I Wanna Talk About Me                                      |
| Love Your Country Video of the Year:      | アラン・ジャクソン – Where Were You (When the World Stopped Turning)        |
| Video Collaboration of the Year:          | ウィリー・ネルソン Featuring リー・アン・ウォマック – Mendocino County Line |
| Video Director of the Year:               | マイケル・サロモン – 'トビー・キース – I Wanna Talk About Me'               |